# Robert Demachy
Robert Demachy (Saint-Germain-en-Laye, 1859. július 7. – Trouville-sur-Mer, 1936. december 29.) francia fotográfus. A 19. század végének és a 20. század elejének jelentős francia fotóművésze volt. Leginkább az intenzíven manipulált képeiről ismert, amelyek kifejezetten festői hatást és minőséget mutatnak.

## Élete
A festészetet utánzó irányzat abból az általános elégedetlenségből született, amelyet a művészfotográfusok a beavatkozás nélkül készített fényképek hiányosságai láttán éreztek. Ez utóbbiak megtévesztő tónusai, kihangsúlyozatlan motívumrengetege, amelyben lehetetlen volt megkülönböztetni a fontosat a jelentéktelentől, az elégedetlenek egész seregét szólította harcba. Az általános elégedetlenség kapott hangot abban a követelésben, hogy a tapasztalt hiányok kijavítása érdekében be kell avatkozni a kép kialakításának folyamatába.
A profi bankár Demachy amatőr fotóművész volt, mielőtt az 1890-es években fotóiról  ismertté vált. Először aktfotói és tájképei lettek ismertek. Fotográfiai témái között általában emberek, a mozgás és utcai jelenetek is bőven szerepeltek.
Fotográfiai alkotásaira jellemzőek az erős árnyékok, a drámai fények és az emberek és a környezet közötti elmosódott átmenetek. Intenzíven dolgozott a sötétkamra technikájával és a nyomatok átdolgozásával is. Sok fényképét tovább is festette. Kísérletezett guminyomtatással és olajos eljárásokkal is. a Camera Work című folyóiratban 1904–1907 között Demachy számos cikket írt a retusálásról és a fotónyomtatási eljárásokról.
Gyakran harcolt a fényképezés, mint művészeti forma elismeréséért.
Több könyvet is írt.
Társalapítója volt a Photo-Club de Paris-nak, a London Brotherhood of the Linked Ringnek és  tagja volt a New York Photo-Secessionnak.

## Képek

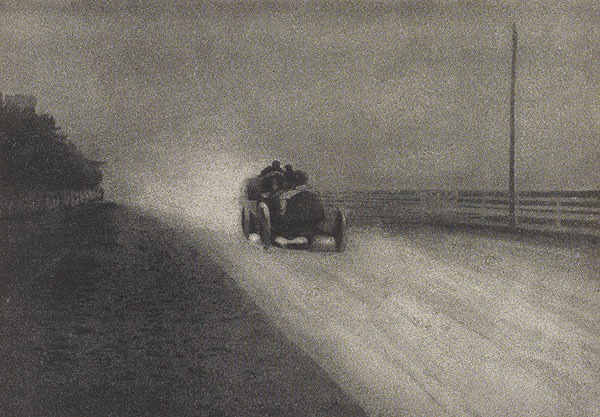
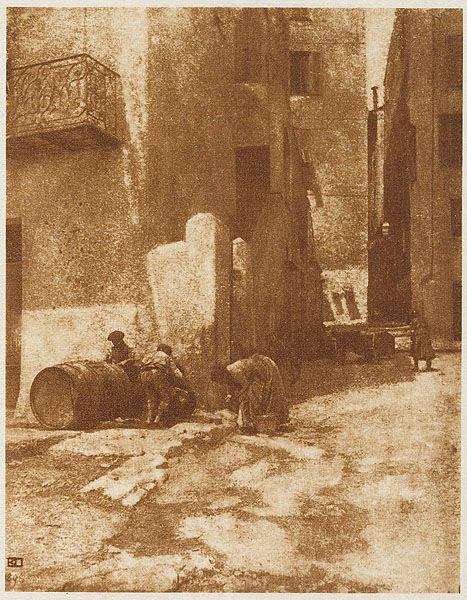
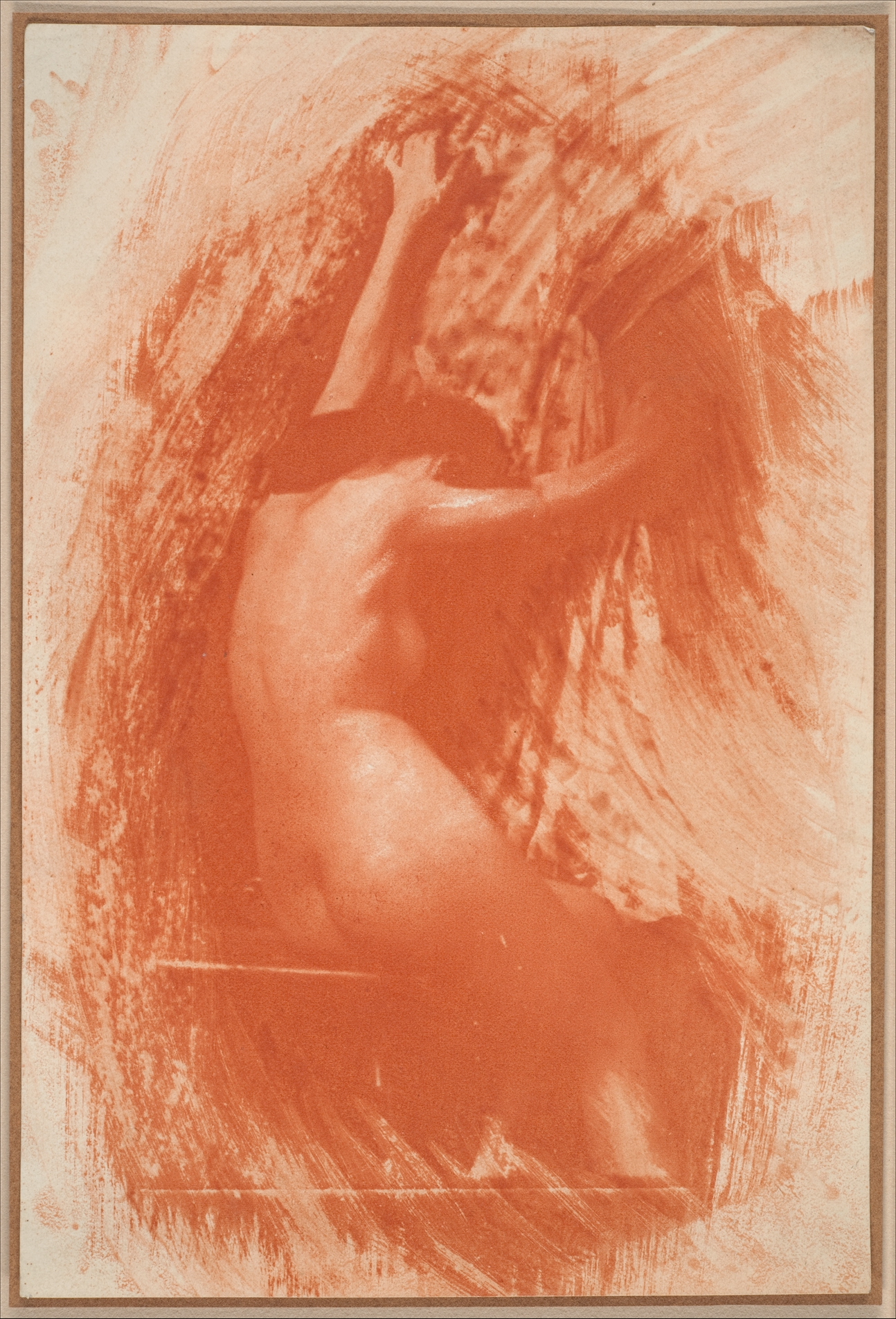
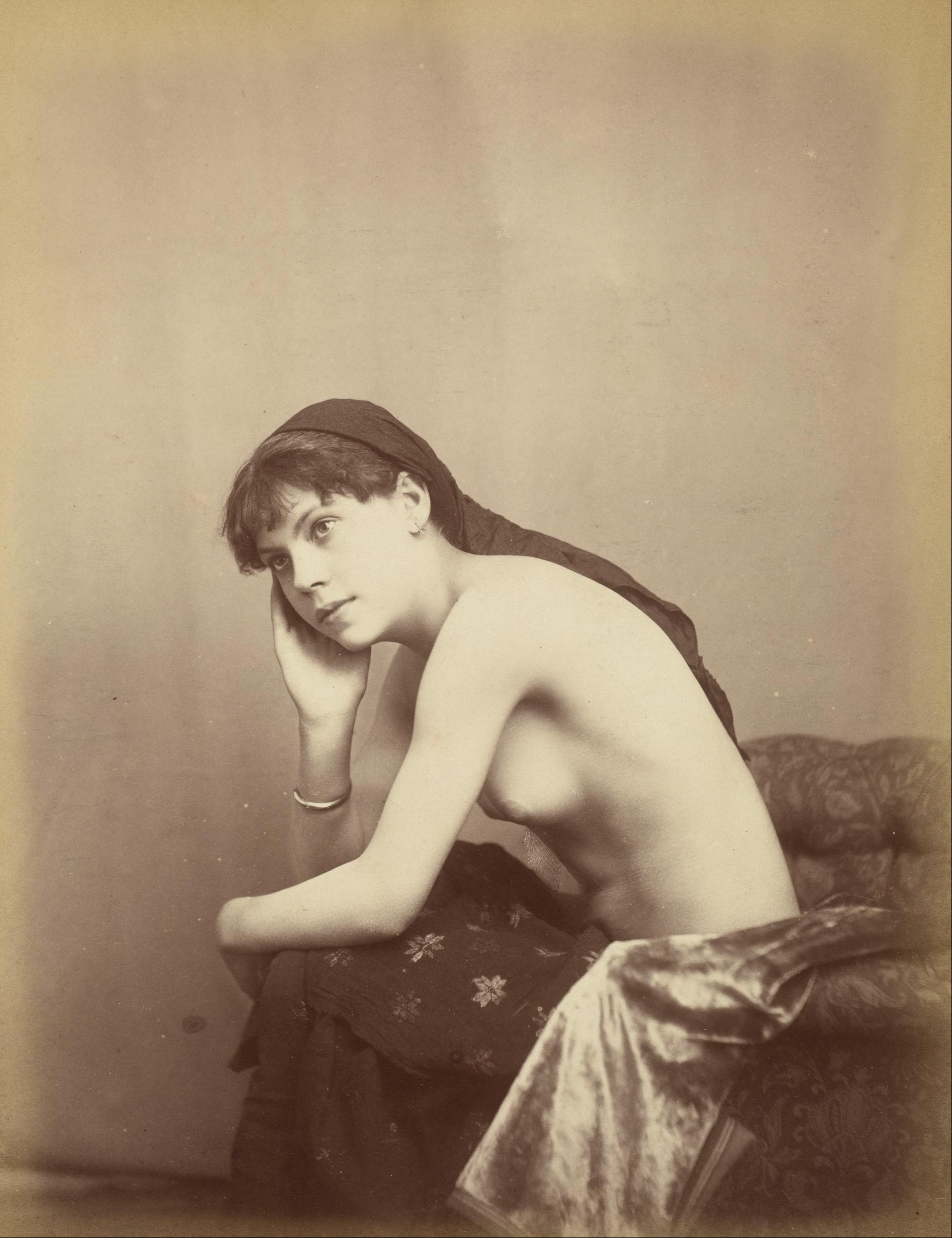
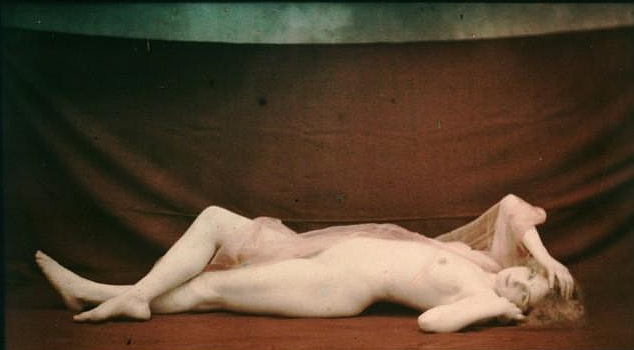
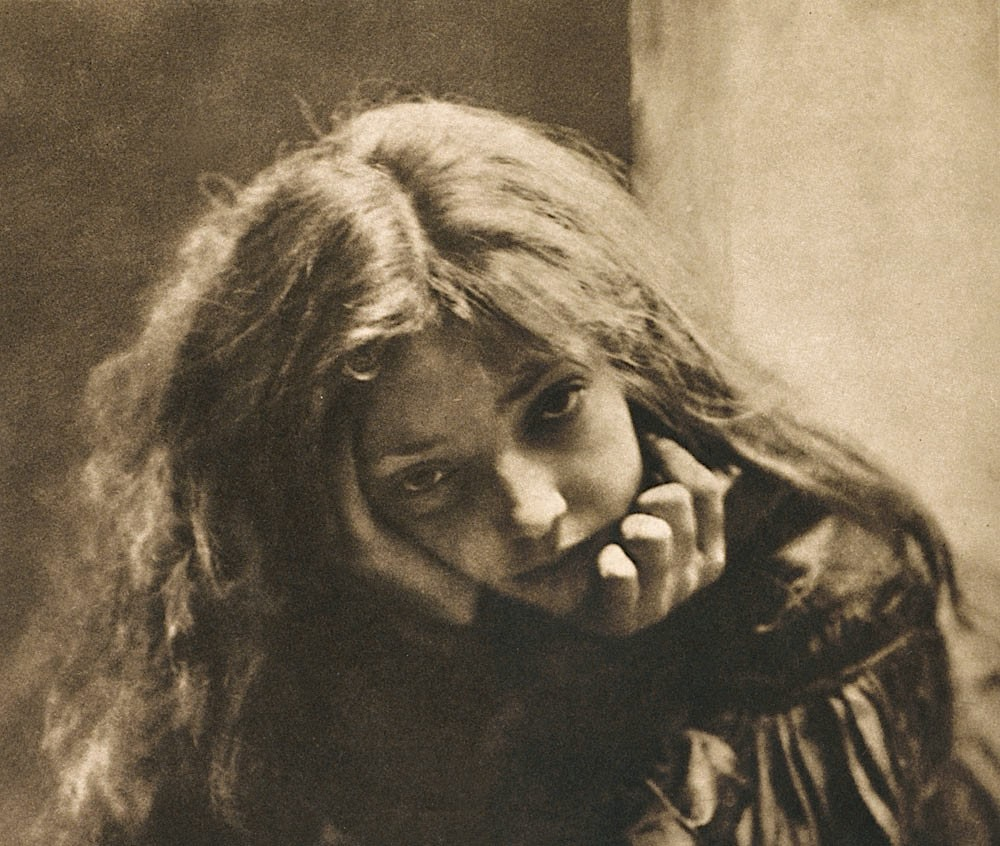
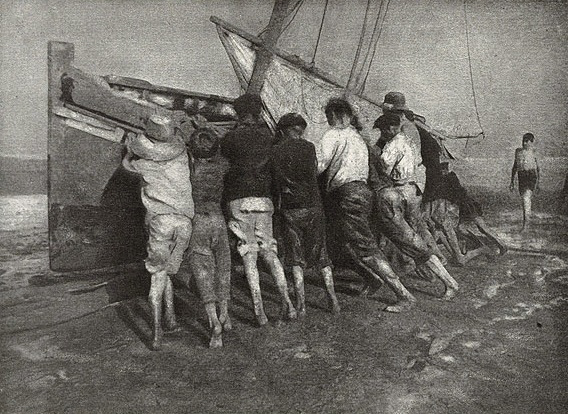